# Grönudde
Grönudde este o arie protejată (arie specială de conservare — SAC, sit de importanță comunitară — SCI) din Suedia întinsă pe o suprafață de 101,8 ha, integral pe uscat.

## Localizare
Centrul sitului Grönudde este situat la coordonatele 57°28′57″N 16°02′28″E / 57.4825°N 16.0411°E.

## Înființare
Situl Grönudde a fost declarat sit de importanță comunitară în ianuarie 1997 pentru a proteja un număr necunoscut de specii din flora spontană și fauna sălbatică aflate în arealul zonei. Situl a fost protejat și ca arie specială de conservare în martie 2011.

## Biodiversitate
Situată în ecoregiunea boreală, aria protejată conține 1 habitat natural: Taiga vestică.
La baza desemnării sitului se află un număr nedeclarat de specii protejate.